# Oscar de melhor roteiro adaptado
O Oscar de melhor roteiro adaptado (português brasileiro) ou Óscar de melhor argumento adaptado (português europeu) (no original em inglês Academy Award for Best Adapted Screenplay) é uma categoria de premiação do Óscar referente a roteiros e aos roteiristas, entregue desde 1929; considerada uma dos mais importantes prêmios para filmes oferecidos pela Academia de Artes e Ciências Cinematográficas. É entregue anualmente à um roteirista cujo roteiro foi adaptado de outra fonte (geralmente um romance literário, uma peça de teatro, um jogo eletrônico, uma série de televisão, ou, em alguns casos, outro filme). Todas as sequências são consideradas adaptações por esse padrão (já que uma sequência deve ser baseada em uma história original).
Em 1933 não houve cerimônia de entrega dos prêmios Oscar, devido serem entregues duas vezes em 1930 (em abril, referente aos filmes produzidos no período de 2 de agosto de 1928 à 31 de julho de 1929 e, em novembro, referente aos filmes produzidos no período de 1º de agosto de 1929 à 31 de julho de 1930); em 1931 (em novembro, referente aos filmes produzidos no período de 1.º de agosto de 1930 à 31 de julho de 1931); em 1932 (em novembro, referente aos filmes produzidos no período de 1.º de agosto de 1931 à 31 de julho de 1932); e em 1934 (em março, referente aos filmes produzidos no período de 1.º de agosto de 1932 à 31 de dezembro de 1933).

## Vencedores e indicados
O ano indicado no artigo refere-se ao ano em que ocorreu a entrega do prêmio, relativo ao melhor roteiro adaptado do ano anterior.

### Década de 1920
| Ano             | Filme            | Roteirista(s)                                 | Obra original |
| --------------- | ---------------- | --------------------------------------------- | ------------- |
| 1929            |                  |                                               |               |
| Seventh Heaven  | Benjamin Glazer  | A peça Seventh Heaven, de Austin Strong       |               |
| Glorious Betsy  | Anthony Coldeway | A peça Glorious Betsy, de Rida Johnson Young  |               |
| The Jazz Singer | Alfred A. Cohn   | A peça Day of Atonement, de Samson Raphaelson |               |

### Década de 1930
| Ano                            | Filme | Roteirista(s)                                                                                                | Obra original |
| ------------------------------ | --- | --- | ------------- |
| 1930                           | | |               |
| The Patriot                    | Hanns Kräly | A tradução de Ashley Dukes da peça Der Patriot, de Alfred Neumann O conto "Pavel I", de Dimitry Merezhkovsky |               |
| The Cop                        | Elliott J. Clawson | — (original)                                                                                                 |               |
| In Old Arizona                 | Tom Barry | O conto "The Caballero's Way", de O. Henry                                                                   |               |
| The Last of Mrs. Cheyney       | Hanns Kräly | A peça The Last of Mrs. Cheyney, de Frederick Lonsdale                                                       |               |
| The Leatherneck                | Elliott J. Clawson | — (original)                                                                                                 |               |
| Our Dancing Daughters          | Josephine Lovett | — (original)                                                                                                 |               |
| Sal of Singapore               | Elliott J. Clawson | O conto "The Sentimentalists", de Dale Collins                                                               |               |
| Skyscraper                     | Elliottt J. Clawson | Uma história de Dudley Murphy                                                                                |               |
| The Valiant                    | Tom Barry | A peça The Valiant, de Halworthy Hall e Robert Middlemass                                                    |               |
| A Woman of Affairs             | Bass Meredyth | O romance The Green Hat, de Michael Arlen                                                                    |               |
| Wonder of Women                | Bass Meredyth | O romance Die Frau des Steffen Tromholt, de Hermann Sudermann                                                |               |
| 1930                           | | |               |
| The Big House                  | Frances Marion | — (original)                                                                                                 |               |
| All Quiet on the Western Front | George Abbott (roteiro) Maxwell Anderson (adaptação/diálogo) Del Andrews (adaptação)                                                        | O romance Im Westen nichts Neues, de Erich Maria Remarque                                                    |               |
| Disraeli                       | Julien Josephson | A peça Disraeli, de Louis N. Parker                                                                          |               |
| The Divorcee                   | John Meehan | O romance Ex-Wife, de Ursula Parrott                                                                         |               |
| Street of Chance               | Howard Estabrook | Uma história de Oliver H. P. Garrett                                                                         |               |
| 1931                           | | |               |
| Cimarron                       | Howard Estabrook | O romance Cimarron, de Edna Ferber                                                                           |               |
| The Criminal Code              | Seton I. Miller Fred Niblo, Jr. | A peça The Criminal Code, de Martin Flavin                                                                   |               |
| Holiday                        | Horace Jackson | A peça Holiday, de Philip Barry                                                                              |               |
| Little Caesar                  | Francis Edward Faragoh (versão para cinema/diálogo) Robert N. Lee (continuidade)                                                            | O romance Little Caesar, de W. R. Burnett                                                                    |               |
| Skippy                         | Joseph L. Mankiewicz Sam Mintz | A tira em quadrinhos Sckippy, de Percy Crosby                                                                |               |
| 1932                           | | |               |
| Bad Girl                       | Edwin J. Burke | O romance Bad Girl, de Viña Delmar A peça Bad Girl, de Viña Delmar                                           |               |
| Arrowsmith                     | Sidney Howard | O romance Arrowsmith, de Sinclair Lewis                                                                      |               |
| Dr. Jekyll and Mr. Hyde        | Percy Heath Samuel Hoffenstein | O romance Strange Case of Dr Jekyll and Mr Hyde, de Robert Louis Stevenson                                   |               |
| 1934                           | | |               |
| Little Women                   | Victor Heerman Sarah Y. Mason | O romance Little Women, de Louisa May Alcott                                                                 |               |
| Lady for a Day                 | Robert Riskin | O conto "Madame la Gimp", de Damon Runyon                                                                    |               |
| State Fair                     | Paul Green Sonya Levien | O romance State Fair, de Philip Strong                                                                       |               |
| 1935                           | | |               |
| It Happened One Night          | Robert Riskin | O conto "Night Bus", de Samuel Hopkins Adams                                                                 |               |
| The Thin Man                   | Frances Goodrich Albert Hackett | O romance The Thin Man, de Dashiell Hammett                                                                  |               |
| Viva Villa!                    | Ben Hecht | O livro Viva Villa!, de Edgecump Pinchon e O. B. State                                                       |               |
| 1936                           | | |               |
| The Informer                   | Dudley Nichols (recusou) | O romance The Informer, de Liam O'Flaherty                                                                   |               |
| The Lives of a Bengal Lancer   | Achmed Abdullah (roteiro) John L. Balderston (roteiro) Grover Jones (adaptação) William Slavens McNutt (adaptação) Waldemar Young (roteiro) | O romance The Lives of a Bengal Lancer, de Francis Yeats-Brown                                               |               |
| Mutiny on the Bounty           | Jules Furthman Talbot Jennings Carey Wilson                                                                                                 | O romance Mutiny on the Bounty, de Edgecump Pinchon e O. B. State                                            |               |
| Captain Blood                  | Casey Robinson | O romance Captain Blood, de Rafael Sabatini                                                                  |               |
| 1937                           | | |               |
| The Story of Louis Pasteur     | Pierre Collings Sheridan Gibney | — (original)                                                                                                 |               |
| After the Thin Man             | Frances Goodrich Albert Hackett | Uma história de Dashiell Hammett                                                                             |               |
| Dodsworth                      | Sidney Howard | A peça Dodsworth, de Sidney Howard, baseado no romance Dodsworth, de Sinclair Lewis                          |               |
| Mr. Deeds Goes to Town         | Robert Riskin | O conto "Opera Hat", de Clarence Budington Kelland                                                           |               |
| My Man Godfrey                 | Eric Hatch Morrie Ryskind | O conto "1101 Park Avenue", de Eric Hatch                                                                    |               |
| 1938                           | | |               |
| The Life of Emile Zola         | Heinz Herald Geza Herczeg Norman Reilly Raine                                                                                               | O livro Zola and His Time, de Matthew Josephson                                                              |               |
| The Awful Truth                | Viña Delmar | A peça The Awful Truth, de Arthur Richman                                                                    |               |
| Captains Courageous            | Dale Van Every Marc Connelly John Lee Mahin                                                                                                 | O romance Captains Courageous, de Rudyard Kipling                                                            |               |
| Stage Door                     | Morrie Ryskind Anthony Veiller | A peça Stage Door, de Edna Ferber e George S. Kaufman                                                        |               |
| A Star Is Born                 | Alan Campbell Robert Carson Dorothy Parker                                                                                                  | Uma história de William A. Wellman e Robert Carson                                                           |               |
| 1939                           | | |               |
| Pygmalion                      | Ian Dalrymple Cecil Lewis (cenário) W. P. Lipscomb (cenário) George Bernard Shaw (cenário/diálogo)                                          | A peça Pygmalion, de George Bernard Shaw                                                                     |               |
| Boys Town                      | John Meehan Dore Schary | Uma história de Dore Schary e Eleanore Griffin                                                               |               |
| The Citadel                    | Ian Dalrymple Elizabeth Hill Frank Wead | O romance The Citadel, de A. J. Cronin                                                                       |               |
| Four Daughters                 | Lenore J. Coffee Julius J. Epstein | O romance Sister Act, de Fannie Hurst                                                                        |               |
| You Can't Take It With You     | Robert Riskin | A peça You Can't Take It with You, de George S. Kaufman e Moss Hart                                          |               |

### Década de 1940
| Ano                                         | Filme                                                       | Roteirista(s) | Obra original |
| ------------------------------------------- | ----------------------------------------------------------- | --- | ------------- |
| 1940                                        |                                                             | |               |
| Gone with the Wind                          | Sidney Howard (prêmio póstumo)                              | O romance Gone with the Wind, de Margaret Mitchell |               |
| Goodbye, Mr. Chips                          | Eric Maschwitz R. C. Sherriff Claudine West                 | O romance Goodbye, Mr. Chips, de James Hilton |               |
| Mr. Smith Goes to Washington                | Sidney Buchman                                              | Uma história de Lewis R. Foster |               |
| Ninotchka                                   | Charles Brackett Walter Reisch Billy Wilder                 | Uma história de Melchior Lengyel |               |
| Wuthering Heights                           | Ben Hecht Charles MacArthur                                 | O romance Wuthering Heights, de Emily Brontë |               |
| 1941                                        |                                                             | |               |
| The Philadelphia Story                      | Donald Odgen Stewart                                        | A peça The Philadelphia Story, de Philip Barry |               |
| The Grapes of Wrath                         | Nunnally Johnson                                            | O romance The Grapes of Wrath, de John Steinbeck |               |
| Kitty Foyle: The Natural History of a Woman | Dalton Trumbo                                               | O romance Kitty Foyle: The Natural History of a Woman, de Christopher Morley |               |
| The Long Voyage Home                        | Dudley Nichols                                              | A peça The Moon of the Caribees, de Eugene O'Neill A peça In the Zone, de Eugene O'Neill A peça Bound East for Cardiff , de Eugene O'Neill A peça The Long Voyage Home, de Eugene O'Neill |               |
| Rebecca                                     | Joan Harrison Robert E. Sherwood                            | O romance Rebecca, de Daphne du Maurier |               |
| 1942                                        |                                                             | |               |
| Here Comes Mr. Jordan                       | Sidney Buchmann Seton I. Miller                             | A peça Heaven Can Wait, de Harry Segall |               |
| Hold Back the Dawn                          | Charles Brackett Billy Wilder                               | O conto "Memo to a Movie Producer", de Ketti Frings |               |
| How Green Was My Valley                     | Philip Dunne                                                | O romance How Green Was My Valley, de Richard Llewellyn |               |
| The Little Foxes                            | Lillian Hellman                                             | A peça The Little Foxes, de Lillian Hellman |               |
| The Maltese Falcon                          | John Huston                                                 | O romance The Maltese Falcon, de Dashiell Hammett |               |
| 1943                                        |                                                             | |               |
| Mrs. Miniver                                | George Froeschel James Hilton Claudine West Arthur Wimperis | A personagem Mrs. Miniver, das colunas de jornal de Jan Struther |               |
| 49th Parallel                               | Rodney Ackland Emeric Pressburger                           | Uma história de Emeric Pressburger |               |
| The Pride of the Yankees                    | Herman J. Mankiewicz Jo Swerling                            | Uma história de Paul Gallico |               |
| Random Harvest                              | George Froeschel Claudine West Anthur Wimperis              | O romance Random Harvest, de James Hilton |               |
| The Talk of the Town                        | Sidney Buchmann Irwin Shaw                                  | Uma história de Sidney Harmon |               |
| 1944                                        |                                                             | |               |
| Casablanca                                  | Philip G. Epstein Julius J. Epstein Howard Koch             | A peça Everybody Comes to Rick's, de Murray Burnett e Joan Alison |               |
| Holy Matrimony                              | Nunnally Johnson                                            | O romance Buried Alive, de Arnold Bennett |               |
| The More the Merrier                        | Richard Flournoy Lewis R. Foster Frank Ross Robert Russell  | Uma história de Frank Ross e Robert Russell |               |
| The Song of Bernadette                      | George Seaton                                               | O romance The Song of Bernadette, de Franz Werfel |               |
| Watch on the Rhine                          | Dashiell Hammett                                            | A peça Watch on the Rhine, de Lillian Hellman |               |
| 1945                                        |                                                             | |               |
| Going My Way                                | Robert Butler Frank Cavett                                  | Uma história de Leo McCarey |               |
| Double Indemnity                            | Raymond Chandler Billy Wilder                               | O romance Double Indemnity, de James M. Cain |               |
| Gaslight                                    | John L. Balderston John Van Druten Walter Reisch            | A peça Gas Light, de Patrick Hamilton |               |
| Laura                                       | Jay Dratler Samuel Hoffenstein Betty Reinhardt              | O romance Laura, de Vera Caspary |               |
| Meet Me in St. Louis                        | Irving Brecher Fred F. Finklehoffe                          | O romance Meet Me in St. Louis, de Sally Benson |               |
| 1946                                        |                                                             | |               |
| The Lost Weekend                            | Charles Brackett Billy Wilder                               | O romance The Lost Weekend, de Charles R. Jackson |               |
| Mildred Pierce                              | Ronald MacDougall                                           | O romance Mildred Pierce, de James M. Cain |               |
| Pride of the Marines                        | John L. Balderston John Van Druten Walter Reisch            | O livro Al Schmid, Marine, de Roger Butterfield |               |
| The Story of G.I. Joe                       | Leopold Atlas Guy Endore Philip Stevenson                   | O livro Brave Men, de Ernie Pyle O livro Here Is Your War, de Ernie Pyle |               |
| A Tree Grows in Brooklyn                    | Frank Davis Tess Slesinger (indicação póstuma)              | O romance A Tree Grows in Brooklyn, de Betty Smith |               |
| 1947                                        |                                                             | |               |
| The Best Years of Our Lives                 | Robert E. Sherwood                                          | O romance Glory for Me, de MacKinley Kantor |               |
| Anna and the King of Siam                   | Sally Benson Talbot Jennings                                | O livro Anna and the King of Siam, de Margaret Landon |               |
| Brief Encounter                             | Anthony Havelock-Allan David Lean Ronald Neame              | A peça Still Life, de Noël Coward |               |
| The Killers                                 | Anthony Veiller                                             | O conto "The Killers", de Ernest Hemingway |               |
| Roma, Città Aperta                          | Sergio Amidei Federico Fellini                              | Uma história de Sergio Amidei e Alberto Consiglio |               |
| 1948                                        |                                                             | |               |
| Miracle on 34th Street                      | George Seaton                                               | Uma história de Valentine Davies |               |
| Boomerang!                                  | Richard Murphy                                              | Um artigo na Reader's Digest, de Anthony Abbot |               |
| Crossfire                                   | John Paxton                                                 | O romance The Brick Foxhole, de Richard Brooks |               |
| Gentleman's Agreement                       | Moss Hart                                                   | O romance Gentleman's Agreement, de Laura Z. Hobson |               |
| Great Expectations                          | Anthony Havelock-Allan David Lean Ronald Neame              | O romance Great Expectations, de Charles Dickens |               |
| 1949                                        |                                                             | |               |
| The Treasure of the Sierra Madre            | John Huston                                                 | O romance The Treasure of the Sierra Madre, de B. Traven |               |
| A Foreign Affair                            | Charles Brackett Richard L. Breen Billy Wilder              | Uma história de David Shaw |               |
| Johnny Belinda                              | Irma von Cube Allen Vincent                                 | A peça Johnny Belinda, de Elmer Blaney Harris |               |
| The Search                                  | Richard Schweizer David Wechsler                            | — (original) |               |
| The Snake Pit                               | Millen Brand Frank Partos                                   | O romance The Snake Pit, de Mary Jane Ward |               |

### Década de 1950
| Ano                             | Filme                                               | Roteirista(s) | Obra original |
| ------------------------------- | --------------------------------------------------- | --- | ------------- |
| 1950                            |                                                     | |               |
| A Letter to Three Wives         | Joseph L. Mankiewicz                                | O romance Letter to Three Wives, de John Klempner                                                                        |               |
| All the King's Men              | Robert Rossen                                       | O romance All the King's Men, de Robert Penn Warren                                                                      |               |
| Ladri di Biciclette             | Cesare Zavattini                                    | O romance Ladri di Biciclette, de Luigi Bartolini                                                                        |               |
| Champion                        | Carl Foreman                                        | O conto "Champion", de Ring Lardner                                                                                      |               |
| The Fallen Idol                 | Graham Greene                                       | O conto "The Basement Room", de Graham Greene                                                                            |               |
| 1951                            |                                                     | |               |
| All About Eve                   | Joseph L. Mankiewicz                                | O conto "The Wisdom of Eve", de Mary Orr                                                                                 |               |
| The Asphalt Jungle              | John Huston Ben Maddow                              | O romance The Asphalt Jungle, de W. R. Burnett                                                                           |               |
| Born Yesterday                  | Albert Mannheimer                                   | A peça Born Yesterday, de Garson Kanin                                                                                   |               |
| Broken Arrow                    | Albert Maltz                                        | O romance Blood Brother, de Elliott Arnold                                                                               |               |
| Father of the Bride             | Frances Goodrich Albert Hackett                     | O romance Father of the Bride, de Edward Streeter                                                                        |               |
| 1952                            |                                                     | |               |
| A Place in the Sun              | Harry Brown Michael Wilson                          | O romance An American Tragedy, de Theodore Dreiser A peça An American Tragedy, de Patrick Kearney                        |               |
| The African Queen               | James Agee John Huston                              | O romance The African Queen, de C. S. Forester                                                                           |               |
| Detective Story                 | Robert Wyler Philip Yordan                          | A peça Detective Story, de Sidney Kingsley                                                                               |               |
| La Ronde                        | Jacques Natanson Max Ophüls                         | A peça Reigen, de Arthur Schnitzler                                                                                      |               |
| A Streetcar Named Desire        | Tennessee Williams                                  | A peça A Streetcar Named Desire, de Tennessee Williams                                                                   |               |
| 1953                            |                                                     | |               |
| The Bad and the Beautiful       | Charles Schnee                                      | O conto "Tribute to a Badman", de Charles Bradshaw                                                                       |               |
| 5 Fingers                       | Michael Wilson                                      | O romance Operation Cicero, de L. C. Moyzisch                                                                            |               |
| High Noon                       | Carl Foreman                                        | O conto "The Tin Star", de John W. Cunningham                                                                            |               |
| The Man in the White Suit       | John Dighton Roger MacDougall Alexander Mackendrick | A peça The Man in the White Suit, de Roger MacDougall                                                                    |               |
| The Quiet Man                   | Frank S. Nugent                                     | O conto "Green Rushes", de Maurice Walsh                                                                                 |               |
| 1954                            |                                                     | |               |
| From Here to Eternity           | Daniel Taradash                                     | O romance From Here to Eternity, de James Jones                                                                          |               |
| The Cruel Sea                   | Eric Ambler                                         | O romance The Cruel Sea, de Nicholas Monsarrat                                                                           |               |
| Lili                            | Helen Deutsch                                       | O conto "Love of Seven Dolls", de Paul Gallico                                                                           |               |
| Roman Holiday                   | Ian McLellan Hunter John Dighton                    | Uma história de Dalton Trumbo                                                                                            |               |
| Shane                           | A. B. Guthrie, Jr.                                  | O romance Shane, de Jack Schaefer                                                                                        |               |
| 1955                            |                                                     | |               |
| The Country Girl                | George Seaton                                       | A peça The Country Girl, de Clifford Odets                                                                               |               |
| The Caine Mutiny                | Stanley Roberts                                     | O romance The Caine Mutiny, de Herman Wouk                                                                               |               |
| Rear Window                     | John Michael Hayes                                  | O conto "It Had to Be Murder", de Cornell Woolrich                                                                       |               |
| Sabrina                         | Ernest Lehman Samuel A. Taylor Billy Wilder         | O romance Sabrina Fair, de Samuel A. Taylor                                                                              |               |
| Seven Brides for Seven Brothers | Frances Goodrich Albert Hacket Dorothy Kingsley     | O conto "The Sobbin' Women", de Stephen Vincent Benét                                                                    |               |
| 1956                            |                                                     | |               |
| Marty                           | Paddy Chayefsky                                     | O roteiro para televisão Marty, escrito por Paddy Chayefsky                                                              |               |
| Bad Day at Black Rock           | Millard Kaufman                                     | O conto "Bad Day at Hondo", de Howard Breslin                                                                            |               |
| Blackboard Jungle               | Richard Brooks                                      | O romance Blackboard Jungle, de Evan Hunter                                                                              |               |
| East of Eden                    | Paul Osborn                                         | O romance East of Eden, de John Steinbeck                                                                                |               |
| Love Me or Leave Me             | Daniel Fuchs Isobel Lennard                         | Uma história de Daniel Fuchs                                                                                             |               |
| 1957                            |                                                     | |               |
| Around the World in 80 Days     | John Farrow S. J. Perelman James Poe                | O romance Le Tour du Monde en Quatre-Vingts Jours, de Jules Verne                                                        |               |
| Baby Doll                       | Tennessee Williams                                  | A peça Twenty-seven Wagons Full of Cotton, de Tennessee Williams A peça The Unsatisfactory Supper, de Tennessee Williams |               |
| Friendly Persuasion             | Michael Wilson (retirado da votação final)          | O romance Friendly Persuasion, de Jessamyn West                                                                          |               |
| Giant                           | Fred Guiol Ivan Moffat                              | O romance Giant, de Edna Ferber                                                                                          |               |
| Lust for Life                   | Norman Corwin                                       | O romance Lust for Life, de Irving Stone                                                                                 |               |
| 1958                            |                                                     | |               |
| The Bridge on the River Kwai    | Carl Foreman Michael Wilson                         | O romance Le Pont de la Rivière Kwai, de Pierre Boulle                                                                   |               |
| Heaven Knows, Mr. Allison       | John Huston John Lee Mahin                          | O romance Heaven Knows, Mr. Allison, de Charles Shaw                                                                     |               |
| Peyton Place                    | John Michael Hayes                                  | O romance Peyton Place, de Grace Metalious                                                                               |               |
| Sayonara                        | Paul Osborn                                         | O romance Sayonara, de James A. Michener                                                                                 |               |
| 12 Angry Men                    | Reginald Rose                                       | O roteiro para televisão Twelve Angry Men, escrito por Reginald Rose                                                     |               |
| 1959                            |                                                     | |               |
| Gigi                            | Alan Jay Lerner                                     | A novela Gigi, de Colette                                                                                                |               |
| Cat on a Hot Tin Roof           | Richard Brooks James Poe                            | A peça Cat on a Hot Tin Roof, de Tennessee Williams                                                                      |               |
| The Horse's Mouth               | Alec Guinness                                       | O romance The Horse's Mouth, de Joyce Cary                                                                               |               |
| I Want to Live!                 | Nelson Gidding Don Mankiewicz                       | Artigos de Ed Montgomery Cartas de Barbara Graham                                                                        |               |
| Separate Tables                 | John Gay Terence Rattigan                           | A peça Separate Tables, de Terence Rattigan                                                                              |               |

### Década de 1960
| Ano                                              | Filme                                                       | Roteirista(s)                                                                             | Obra original |
| ------------------------------------------------ | ----------------------------------------------------------- | ----------------------------------------------------------------------------------------- | ------------- |
| 1960                                             |                                                             |                                                                                           |               |
| Room at the Top                                  | Neil Paterson                                               | O romance Room at the Top, de John Braine                                                 |               |
| Anatomy of a Murder                              | Wendell Mayes                                               | O romance Anatomy of a Murder, de Robert Traver                                           |               |
| Ben-Hur                                          | Karl Tunberg                                                | O romance Ben-Hur: A Tale of the Christ, de Lew Wallace                                   |               |
| The Nun's Story                                  | Robert Anderson                                             | O romance The Nun's Story, de Kathryn Hulme                                               |               |
| Some Like It Hot                                 | I. A. L. Diamond Billy Wilder                               | Uma história sugerida por Robert Thoeren e Michael Logan                                  |               |
| 1961                                             |                                                             |                                                                                           |               |
| Elmer Gantry                                     | Richard Brooks                                              | O romance Elmer Gantry, de Sinclair Lewis                                                 |               |
| Inherit the Wind                                 | Nedrick Young Harold Jacob Smith                            | A peça Inherit the Wind, de Jerome Lawrence e Robert Edwin Lee                            |               |
| Sons and Lovers                                  | T. E. B. Clarke Gavin Lambert                               | O romance Sons and Lovers, de D. H. Lawrence                                              |               |
| The Sundowners                                   | Isobel Lennart                                              | O romance The Sundowners, de Jon Cleary                                                   |               |
| Tunes of Glory                                   | James Kennaway                                              | O romance Tunes of Glory, de James Kennaway                                               |               |
| 1962                                             |                                                             |                                                                                           |               |
| Judgment at Nuremberg                            | Abby Mann                                                   | O roteiro para televisão Judgment at Nuremberg, escrito por Abby Mann                     |               |
| Breakfast at Tiffany's                           | George Axelrod                                              | A novela Breakfast at Tiffany's, de Truman Capote                                         |               |
| The Guns of Navarone                             | Carl Foreman                                                | O romance The Guns of Navarone, de Alistair MacLean                                       |               |
| The Hustler                                      | Sydney Carroll Robert Rossen                                | O romance The Hustler, de Walter Tevis                                                    |               |
| West Side Story                                  | Ernest Lehman                                               | O musical West Side Story, libreto de Arthur Laurents e letras de Stephen Sondheim        |               |
| 1963                                             |                                                             |                                                                                           |               |
| To Kill a Mockingbird                            | Horton Foote                                                | O romance To Kill a Mockingbird, de Harper Lee                                            |               |
| David and Lisa                                   | Eleanor Perry                                               | O romance "Lisa and David", de Theodore Isaac Rubin                                       |               |
| Lawrence of Arabia                               | Robert Bolt Michael Wilson                                  | As anotações de T. E. Lawrence                                                            |               |
| Lolita                                           | Vladimir Nabokov                                            | O romance Lolita, de Vladimir Nabokov                                                     |               |
| The Miracle Worker                               | William Gibson                                              | A peça The Miracle Worker, de William Gibson                                              |               |
| 1964                                             |                                                             |                                                                                           |               |
| Tom Jones                                        | John Osborne                                                | O romance The History of Tom Jones, a Foundling, de Henry Fielding                        |               |
| Captain Newman, M.D.                             | Richard L. Breen Henry Ephron Phoebe Ephron                 | O romance Captain Newman, M.D., de Leo Rosten                                             |               |
| Hud                                              | Harriet Frank, Jr. Irving Ravetch                           | O romance Horseman, Pass By, de Larry McMurtry                                            |               |
| Lilies of the Field                              | James Poe                                                   | O romance Lilies of the Field, de Bill Barrett                                            |               |
| Les Dimanches de Ville d'Avray                   | Serge Bourguignon (cenário/diálogo) Antoine Tudal (cenário) | O romance Les Dimanches de Ville d'Avray, de Bernard Eschassériaux                        |               |
| 1965                                             |                                                             |                                                                                           |               |
| Becket                                           | Edward Anhalt                                               | A peça Becket ou l'Honneur de Dieu, de Jean Anouilh                                       |               |
| Dr. Strangelove                                  | Peter George Stanley Kubrick Terry Southern                 | O romance Red Alert, de Peter George                                                      |               |
| Mary Poppins                                     | Don DaGradi Bill Walsh                                      | A série de livros Mary Poppins, de P. L. Travers                                          |               |
| My Fair Lady                                     | Alan Jay Lerner                                             | O musical My Fair Lady, livro de Alan Jay Lerner A peça Pygmalion, de George Bernard Shaw |               |
| Zorba the Greek                                  | Michael Cacoyannis                                          | O romance Βίος και Πολιτεία του Αλέξη Ζορμπά, de Níkos Kazantzákis                        |               |
| 1966                                             |                                                             |                                                                                           |               |
| Doctor Zhivago                                   | Robert Bolt                                                 | O romance Doktor Zhivago, de Boris Pasternak                                              |               |
| Cat Ballou                                       | Walter Newman Frank Pierson                                 | O romance The Ballad of Cat Ballou, de Roy Chanslor                                       |               |
| The Collector                                    | John Kohn Stanley Mann                                      | O romance The Collector, de John Fowles                                                   |               |
| Ship of Fools                                    | Abby Mann                                                   | O romance Ship of Fools, de Katherine Anne Porter                                         |               |
| A Thousand Clowns                                | Herb Gardner                                                | A peça A Thousand Clowns, de Herb Gardner                                                 |               |
| 1967                                             |                                                             |                                                                                           |               |
| A Man for All Seasons                            | Robert Bolt                                                 | A peça A Man for All Seasons, de Robert Bolt                                              |               |
| Alfie                                            | Bill Naughton                                               | A peça Alfie, de Bill Naughton                                                            |               |
| The Professionals                                | Richard Brooks                                              | O romance A Mule for the Marquesa, de Frank O'Rourke                                      |               |
| The Russians Are Coming, the Russians Are Coming | William Rose                                                | O romance Off-Islanders, de Nathaniel Benchley                                            |               |
| Who's Afraid of Virginia Woolf?                  | Ernest Lehman                                               | A peça Who's Afraid of Virginia Woolf?, de Edward Albee                                   |               |
| 1968                                             |                                                             |                                                                                           |               |
| In the Heat of the Night                         | Stirling Silliphant                                         | O romance In the Heat of the Night, de John Ball                                          |               |
| Cool Hand Luke                                   | Donn Pearce Frank Pierson                                   | O romance Cool Hand Luke, de Donn Pearce                                                  |               |
| The Graduate                                     | Buck Henry Calder Willingham                                | O romance The Graduate, de Charles Webb                                                   |               |
| In Cold Blood                                    | Richard Brooks                                              | O romance In Cold Blood, de Truman Capote                                                 |               |
| Ulysses                                          | Fred Haines Joseph Strick                                   | O romance Ulysses, de James Joyce                                                         |               |
| 1969                                             |                                                             |                                                                                           |               |
| The Lion in Winter                               | James Goldman                                               | A peça The Lion in Winter, de James Goldman                                               |               |
| The Odd Couple                                   | Neil Simon                                                  | A peça The Odd Couple, de Neil Simon                                                      |               |
| Oliver!                                          | Vernon Harris                                               | O musical Oliver!, libreto de Lionel Bart O romance Oliver Twist, de Charles Dickens      |               |
| Rachel, Rachel                                   | Stewart Stern                                               | O romance A Jest of God, de Margaret Laurence                                             |               |
| Rosemary's Baby                                  | Roman Polanski                                              | O romance Rosemary's Baby, de Ira Levin                                                   |               |

### Década de 1970
| Ano                                 | Filme                                                                     | Roteirista(s)                                                                                                  | Obra original |
| ----------------------------------- | ------------------------------------------------------------------------- | --- | ------------- |
| 1970                                |                                                                           | |               |
| Midnight Cowboy                     | Waldo Salt                                                                | O romance Midnight Cowboy, de James Leo Herlihy                                                                |               |
| Anne of the Thousand Days           | John Hale (roteiro) Bridget Boland (roteiro) Richard Sokolove (adaptação) | A peça Anne of the Thousand Days, de Maxwell Anderson                                                          |               |
| Goodbye, Columbus                   | Arnold Schulman                                                           | O romance Goodbye, Columbus, de Philip Roth                                                                    |               |
| They Shoot Horses, Don't They?      | James Poe Robert E. Thompson                                              | O romance They Shoot Horses, Don't They?, de Horace McCoy                                                      |               |
| Z                                   | Jorge Semprún Constantin Costa-Gavras                                     | O romance Z, de Vassilis Vassilikos                                                                            |               |
| 1971                                |                                                                           | |               |
| M*A*S*H                             | Ring Lardner, Jr.                                                         | O romance MASH: A Novel About Three Army Doctors, de Richard Hooker                                            |               |
| Airport                             | George Seaton                                                             | O romance Airport, de Arthur Hailey                                                                            |               |
| I Never Sang for My Father          | Robert Anderson                                                           | A peça I Never Sang for My Father, de Robert Anderson                                                          |               |
| Lovers and Other Strangers          | Joseph Bologna David Zelag Goodman Renée Taylor                           | A peça Lovers and Other Strangers, de Joseph Bologna e Renée Taylor                                            |               |
| Women in Love                       | Larry Kramer                                                              | O romance Women in Love, de D. H. Lawrence                                                                     |               |
| 1972                                |                                                                           | |               |
| The French Connection               | Ernest Tidyman                                                            | O livro The French Connection: A True Account of Cops, Narcotics, and International Conspiracy, de Robin Moore |               |
| A Clockwork Orange                  | Stanley Kubrick                                                           | O romance A Clockwork Orange, de Anthony Burgess                                                               |               |
| Il Conformista                      | Bernardo Bertolucci                                                       | O romance Il Conformista, de Alberto Moravia                                                                   |               |
| Il Giardino dei Finzi-Contini       | Vittorio Bonicelli Ugo Pirro                                              | O romance Il Giardino dei Finzi-Contini, de Giorgio Bassani                                                    |               |
| The Last Picture Show               | Peter Bogdanovich Larry McMurtry                                          | O romance The Last Picture Show, de Larry McMurtry                                                             |               |
| 1973                                |                                                                           | |               |
| The Godfather                       | Francis Ford Coppola Mario Puzo                                           | O romance The Godfather, de Mario Puzo                                                                         |               |
| Cabaret                             | Jay Presson Allen                                                         | O musical Cabaret, libreto de Joe Masteroff                                                                    |               |
| Utvandrarna                         | Bengt Forslund Jan Troell                                                 | O romance Utvandrarna, de Vilhelm Moberg O romance Invandrarna, de Vilhelm Moberg                              |               |
| Pete 'n' Tillie                     | Julius J. Epstein                                                         | O conto "Witch's Milk", de Peter de Vries                                                                      |               |
| Sounder                             | Lonne Elder III                                                           | O romance Sounder, de William H. Armstrong                                                                     |               |
| 1974                                |                                                                           | |               |
| The Exorcist                        | William Peter Blatty                                                      | O romance The Exorcist, de William Peter Blatty                                                                |               |
| The Last Detail                     | Robert Towne                                                              | O romance The Last Detail, de Darryl Ponicsan                                                                  |               |
| The Paper Chase                     | James Bridges                                                             | O romance The Paper Chase, de John Jay Osborn, Jr.                                                             |               |
| Paper Moon                          | Alvin Sargent                                                             | O romance Addie Pray, de Joe David Brown                                                                       |               |
| Serpico                             | Waldo Salt Norman Wexler                                                  | O livro Serpico, de Peter Maas                                                                                 |               |
| 1975                                |                                                                           | |               |
| The Godfather: Part II              | Francis Ford Coppola Mario Puzo                                           | O romance The Godfather, de Mario Puzo                                                                         |               |
| The Apprenticeship of Duddy Kravitz | Lionel Chetwynd (adaptação) Mordecai Richler (romance)                    | O romance The Apprenticeship of Duddy Kravitz, de Mordecai Richler                                             |               |
| Lenny                               | Julian Barry                                                              | A peça Lenny, de Julian Barry                                                                                  |               |
| Murder on the Orient Express        | Paul Dehn                                                                 | O romance Murder on the Orient Express, de Agatha Christie                                                     |               |
| Young Frankenstein                  | Mel Brooks Gene Wilder                                                    | O romance Frankenstein, de Mary Shelley                                                                        |               |
| 1976                                |                                                                           | |               |
| One Flew Over the Cuckoo's Nest     | Bo Goldman Laurence Hauben                                                | O romance One Flew Over the Cuckoo's Nest, de Ken Kasey                                                        |               |
| Barry Lyndon                        | Stanley Kubrick                                                           | O romance The Luck of Barry Lyndon, de William Makepeace Thackeray                                             |               |
| The Man Who Would Be King           | Gladys Hill John Huston                                                   | O conto "The Man Who Would Be King", de Rudyard Kipling                                                        |               |
| Profumo di Donna                    | Ruggero Maccari Dino Risi                                                 | O romance Il Buio e il Mare, de Giovanni Arpino                                                                |               |
| The Sunshine Boys                   | Neil Simon                                                                | A peça The Sunshine Boys, de Neil Simon                                                                        |               |
| 1977                                |                                                                           | |               |
| All the President's Men             | William Goldman                                                           | O livro All the President's Men, de Carl Bernstein e Bob Woodward                                              |               |
| Bound for Glory                     | Robert Getchell                                                           | O livro Bound for Glory, de Woody Guthrie                                                                      |               |
| Il Casanova di Federico Fellini     | Federico Fellini Bernardino Zapponi                                       | A autobiografia Histoire de ma Vie, de Giacomo Casanova                                                        |               |
| The Seven-Per-Cent Solution         | Nicholas Meyer                                                            | O romance The Seven-Per-Cent Solution, de Nicholas Meyer                                                       |               |
| Voyage of the Damned                | David Butler Steve Shagan                                                 | O livro Voyage of the Damned, de Gordon Thomas                                                                 |               |
| 1978                                |                                                                           | |               |
| Julia                               | Alvin Sargent                                                             | O romance Pentimento, de Lillian Hellman                                                                       |               |
| Equus                               | Peter Shaffer                                                             | A peça Equus, de Peter Shaffer                                                                                 |               |
| I Never Promised You a Rose Garden  | Gavin Lambert Lewis John Carlino                                          | O romance I Never Promised You a Rose Garden, de Hannah Greene                                                 |               |
| Oh, God!                            | Larry Gelbart                                                             | O romance Oh, God!, de Avery Corman                                                                            |               |
| Ese Oscuro Objeto del Deseo         | Luis Buñuel (cenário) Jean-Claude Carrière (colaboração)                  | O romance La Femme et le Pantin, de Pierre Louÿs                                                               |               |
| 1979                                |                                                                           | |               |
| Midnight Express                    | Oliver Stone                                                              | O livro Midnight Express, de Billy Hayes e William Hoffer                                                      |               |
| Bloodbrothers                       | Walter Newman                                                             | O romance Bloodbrothers, de Richard Price                                                                      |               |
| California Suite                    | Neil Simon                                                                | A peça California Suite, de Neil Simon                                                                         |               |
| Heaven Can Wait                     | Warren Beatty Elaine May                                                  | A peça Heaven Can Wait, de Harry Seagal                                                                        |               |
| Same Time, Next Year                | Bernard Slade                                                             | A peça Same Time, Next Year, de Bernard Slade                                                                  |               |

### Década de 1980
| Ano                                               | Filme                                                         | Roteirista(s) | Obra original |
| ------------------------------------------------- | ------------------------------------------------------------- | --- | ------------- |
| 1980                                              |                                                               | |               |
| Kramer vs. Kramer                                 | Robert Benton                                                 | O romance Kramer vs. Kramer, de Avery Corman |               |
| Apocalypse Now                                    | John Milius Francis Ford Coppola                              | O romance Heart of Darkness, de Joseph Conrad |               |
| La Cage aux Folles                                | Marcello Danon Edouard Molinaro Jean Poiret Francis Veber     | A peça La Cage aux Folles, de Jean Poiret |               |
| A Little Romance                                  | Allan Burns                                                   | O romance E=MC2 mon amour, de Patrick Cauvin |               |
| Norma Rae                                         | Harriet Frank, Jr. Irving Ravetch                             | O livro Crystal Lee: A Woman of Inheritance, de Hank Leiferman                                                                                                  |               |
| 1981                                              |                                                               | |               |
| Ordinary People                                   | Alvin Sargent                                                 | O romance Ordinary People, de Judith Guest |               |
| Breaker Morant                                    | Bruce Beresford Jonathan Hardy David Stevens                  | A peça Breaker Morant, de Kenneth G. Ross |               |
| Coal Miner's Daughter                             | Tom Rickman                                                   | O livro Coal Miner's Daughter, de Loretta Lynn e George Vecsey                                                                                                  |               |
| The Elephant Man                                  | Eric Bergren Christopher De Vore David Lynch                  | O livro The Elephant Man and Other Reminiscences, de Sir Frederick Treves O livro The Elephant Man: A Study in Human Dignity, de Ashley Montagu                 |               |
| The Stunt Man                                     | Lawrence B. Marcus (roteiro) Richard Rush (adaptação)         | O romance The Stunt Man, de Paul Brodeur |               |
| 1982                                              |                                                               | |               |
| On Golden Pond                                    | Ernest Thompson                                               | A peça On Golden Pond, de Ernest Thompson |               |
| The French Lieutenant's Woman                     | Harold Pinter                                                 | O romance The French Lieutenant's Woman, de John Fowles |               |
| Pennies from Heaven                               | Dennis Potter                                                 | A minissérie de televisão Pennies from Heaven, criada por Dennis Potter                                                                                         |               |
| Prince of the City                                | Jay Presson Allen Sidney Lumet                                | O livro Prince of the City: The True Story of a Cop Who Knew Too Much, de Robert Daley                                                                          |               |
| Ragtime                                           | Michael Weller                                                | O romance Ragtime, de E. L. Doctorow |               |
| 1983                                              |                                                               | |               |
| Missing                                           | Constantin Costa-Gavras Donald Stewart                        | O livro The Execution of Charles Horman: An American Sacrifice, de Thomas Hauser                                                                                |               |
| Das Boot                                          | Wolfgang Petersen                                             | O romance Das Boot, de Lothar-Günther Buchheim |               |
| Sophie's Choice                                   | Alan J. Pakula                                                | O romance Sophie's Choice, de William Styron |               |
| The Verdict                                       | David Mamet                                                   | O romance The Verdict, de Barry Reed |               |
| Victor Victoria                                   | Blake Edwards                                                 | O filme Viktor und Viktoria, de Reinhold Schünzel |               |
| 1984                                              |                                                               | |               |
| Terms of Endearment                               | James L. Brooks                                               | O romance Terms of Endearment, de Larry McMurty |               |
| Betrayal                                          | Harold Pinter                                                 | A peça Betrayal, de Harold Pinter |               |
| The Dresser                                       | Ronald Harwood                                                | A peça The Dresser, de Ronald Harwood |               |
| Educating Rita                                    | Willy Russell                                                 | A peça Educating Rita, de Willy Russell |               |
| Reuben, Reuben                                    | Julius J. Epstein                                             | A peça Spoonford, de Herman Shumlin |               |
| 1985                                              |                                                               | |               |
| Amadeus                                           | Peter Shaffer                                                 | A peça Amadeus, de Peter Shaffer |               |
| Greystoke: The Legend of Tarzan, Lord of the Apes | Michael Austin P. H. Vazak                                    | O romance Tarzan of the Apes, de Edgar Rice Burroughs |               |
| The Killing Fields                                | Bruce Robinson                                                | O artigo "The Death and Life of Dith Pran", de Sydney Schanberg                                                                                                 |               |
| A Passage to India                                | David Lean                                                    | O romance A Passage to India, de E. M. Forster |               |
| A Soldier's Story                                 | Charles Fuller                                                | A peça A Soldier's Play, de Charles Fuller |               |
| 1986                                              |                                                               | |               |
| Out of Africa                                     | Kurt Luedtke                                                  | O livro Den Afrikanske Farm, de Karen Blixen O livro Silence Will Speak, de Errol Trzebinski O livro Isak Dinesen: The Life of a Storyteller, de Judith Thurman |               |
| The Color Purple                                  | Menno Meyjes                                                  | O romance The Color Purple, de Alice Walker |               |
| O Beijo da Mulher Aranha                          | Leonard Schrader                                              | O romance El Beso de la Mujer Araña, de Manuel Puig |               |
| Prizzi's Honor                                    | Richard Condon Janet Roach                                    | O romance Prizzi's Honor, de Richard Condon |               |
| The Trip to Bountiful                             | Horton Foote                                                  | A peça televisiva The Trip to Bountiful, escrita por Horton Foote                                                                                               |               |
| 1987                                              |                                                               | |               |
| A Room with a View                                | Ruth Prawer Jhabvala                                          | O romance A Room with a View, de E. M. Forster |               |
| Children of a Lesser God                          | Hesper Anderson Mark Medoff                                   | A peça Children of a Lesser God, de Mark Medoff |               |
| The Color of Money                                | Richard Price                                                 | O romance The Color of Money, de Walter Tevis |               |
| Crimes of the Heart                               | Beth Henley                                                   | A peça Crimes of the Heart, de Beth Henley |               |
| Stand by Me                                       | Bruce A. Evans Raynold Gideon                                 | A novela The Body, de Stephen King |               |
| 1988                                              |                                                               | |               |
| The Last Emperor                                  | Bernardo Bertolucci Mark Peploe                               | A autobiografia 我的前半生, de Puyi |               |
| The Dead                                          | Tony Huston                                                   | O conto "The Dead", de James Joyce |               |
| Fatal Attraction                                  | James Dearden                                                 | O roteiro para televisão Diversion, escrito por James Dearden                                                                                                   |               |
| Full Metal Jacket                                 | Gustav Hasford Michael Herr Stanley Kubrick                   | O romance The Short-Timers, de Gustav Hasford |               |
| Mitt Liv som Hund                                 | Brasse Brännström Per Berglund Lasse Hallström Reidar Jönsson | O romance Mitt Liv som Hund, de Reidar Jönsson |               |
| 1989                                              |                                                               | |               |
| Dangerous Liaisons                                | Christopher Hampton                                           | A peça Les Liaisons Dangereuses, de Christopher Hampton, a partir do romance de mesmo nome de Pierre Choderlos de Laclos                                        |               |
| The Accidental Tourist                            | Frank Galati Lawrence Kasdan                                  | O romance The Accidental Tourist, de Anne Tyler |               |
| Gorillas in the Mist                              | Anna Hamilton Phelan (história/roteiro) Tab Murphy (história) | Um artigo de Harold T. P. Hayes |               |
| Little Dorrit                                     | Christine Edzard                                              | O romance Little Dorrit, de Charles Dickens |               |
| The Unbearable Lightness of Being                 | Jean-Claude Carrière Philip Kaufman                           | O romance Nesnesitelná Lehkost Bytí, de Milan Kundera |               |

### Década de 1990
| Ano                        | Filme | Roteirista(s) | Obra original |
| -------------------------- | --- | --- | ------------- |
| 1990                       | | |               |
| Driving Miss Daisy         | Alfred Uhry | A peça Driving Miss Daisy, de Alfred Uhry                                                                            |               |
| Born on the Fourth of July | Ron Kovic Oliver Stone | O livro Born on the Fourth of July, de Ron Kovic                                                                     |               |
| Enemies: A Love Story      | Paul Mazursky Roger L. Simon | O romance Enemies, a Love Story, de Isaac Bashevis Singer                                                            |               |
| Field of Dreams            | Phil Alden Robinson | O romance Shoeless Joe, de W. P. Kinsella                                                                            |               |
| My Left Foot               | Shane Connaughton Jim Sheridan | O livro My Left Foot, de Christy Brown                                                                               |               |
| 1991                       | | |               |
| Dances with Wolves         | Michael Blake | O romance Dances with Wolves, de Michael Blake                                                                       |               |
| Awakenings                 | Steven Zaillian | O livro Awakenings, de Oliver Sacks                                                                                  |               |
| Goodfellas                 | Nicholas Pileggi Martin Scorsese | O livro Wiseguy, de Nicholas Pileggi                                                                                 |               |
| The Grifters               | Donald E. Westlake | O romance The Grifters, de Jim Thompson                                                                              |               |
| Reversal of Fortune        | Nicholas Kazan | O livro Reversal of Fortune: Inside the von Bülow Case, de Alan Dershowitz                                           |               |
| 1992                       | | |               |
| The Silence of the Lambs   | Ted Tally | O romance The Silence of the Lambs, de Thomas Harris                                                                 |               |
| Hitlerjunge Salomon        | Agnieszka Holland | O livro Hitlerjunge Salomon, de Solomon Perel                                                                        |               |
| Fried Green Tomatoes       | Fannie Flagg Carol Sobieski (indicação póstuma) | O romance Fried Green Tomatoes at the Whistle Stop Cafe, de Fannie Flagg                                             |               |
| JFK                        | Zachary Sklar Oliver Stone | O livro Crossfire: The Plot That Killed Kennedy, de Jim Marrs O livro On the Trail of the Assassins, de Jim Garrison |               |
| The Prince of Tides        | Pat Conroy Becky Johnston | O romance The Prince of Tides, de Pat Conroy                                                                         |               |
| 1993                       | | |               |
| Howards End                | Ruth Prawer Jhabvala | O romance Howards End, de E. M. Forster                                                                              |               |
| Enchanted April            | Peter Barnes | O romance Enchanted April, de Elizabeth von Arnim                                                                    |               |
| The Player                 | Michael Tolkin | O romance The Player, de Michael Tolkin                                                                              |               |
| A River Runs Through It    | Richard Friedenberg | O conto "A River Runs Through It", de Norman Maclean                                                                 |               |
| Scent of a Woman           | Bo Goldman | O romance Il Buio E Il Miele, de Giovanni Arpino O filme Profumo di Donna, escrito por Ruggero Maccari e Dino Risi   |               |
| 1994                       | | |               |
| Schindler's List           | Steven Zaillian | O romance Schindler's Ark, de Thomas Keneally                                                                        |               |
| The Age of Innocence       | Jay Cocky Martin Scorsese | O romance The Age of Innocence, de Edith Wharton                                                                     |               |
| In the Name of the Father  | Terry George Jim Sheridan | O livro Proved Innocent: The Story of Gerry Conlon of the Guildford Four, de Gerry Conlon                            |               |
| The Remains of the Day     | Ruth Prawer Jhabvala | O romance The Remains of the Day, de Kazuo Ishiguro                                                                  |               |
| Shadowlands                | William Nicholson | A peça Shadowlands, de William Nicholson                                                                             |               |
| 1995                       | | |               |
| Forrest Gump               | Eric Roth | O romance Forrest Gump, de Winston Groom                                                                             |               |
| The Madness of King George | Alan Bennett | A peça The Madness of George III, de Alan Bennett                                                                    |               |
| Nobody's Fool              | Robert Benton | O romance Nobody's Fool, de Richard Russo                                                                            |               |
| Quiz Show                  | Paul Attanasio | O livro Remembering America: A Voice from the Sixties, de Richard N. Goodwin                                         |               |
| The Shawshank Redemption   | Frank Darabont | A novela Rita Hayworth and Shawshank Redemption, de Stephen King                                                     |               |
| 1996                       | | |               |
| Sense and Sensibility      | Emma Thompson | O romance Sense and Sensibility, de Jane Austen                                                                      |               |
| Apollo 13                  | William Broyles, Jr. Al Reinert | O livro Lost Moon: The Perilous Voyage of Apollo 13, de James Lovell e Jeffrey Kluger                                |               |
| Babe                       | George Miller Chris Noonan | O romance The Sheep-Pig, de Dick King-Smith                                                                          |               |
| Leaving Las Vegas          | Mike Figgis | O romance Leaving Las Vegas, de John O'Brien                                                                         |               |
| Il Postino                 | Anna Pavignano (roteiro) Michael Radford (roteiro) Furio Scarpelli (história/roteiro) Giacomo Scarpelli (história/roteiro) Massimo Troisi (roteiro)(indicação póstuma) | O romance Ardiente Paciencia, de Antonio Skármeta                                                                    |               |
| 1997                       | | |               |
| Sling Blade                | Billy Bob Thornton | O curta Some Folks Call it a Sling Blade, escrito por Billy Bob Thornton                                             |               |
| The Crucible               | Arthur Miller | A peça The Crucible, de Arthur Miller                                                                                |               |
| The English Patient        | Anthony Minghella | O romance The English Patient, de Michael Ondaatje                                                                   |               |
| Hamlet                     | Kenneth Branagh | A peça Hamlet, de William Shakespeare                                                                                |               |
| Trainspotting              | John Hodge | O romance Trainspotting, de Irvine Welsh                                                                             |               |
| 1998                       | | |               |
| L.A. Confidential          | Curtis Hanson Brian Helgeland | O romance L.A. Confidential, de James Ellroy                                                                         |               |
| Donnie Brasco              | Paul Attanasio | O livro Donnie Brasco: My Undercover Life in the Mafia, de Joseph D. Pistone e Richard Woodley                       |               |
| The Sweet Hereafter        | Atom Egoyan | O romance The Sweet Hereafter, de Russell Banks                                                                      |               |
| Wag the Dog                | Hilary Henkin David Mamet | O romance American Hero, de Larry Beinhart                                                                           |               |
| The Wings of the Dove      | Hossein Amini | O romance The Wings of the Dove, de Henry James                                                                      |               |
| 1999                       | | |               |
| Gods and Monsters          | Bill Condon | O romance Father of Frankenstein, de Christopher Bram                                                                |               |
| Out of Sight               | Scott Frank | O romance Out of Sight, de Elmore Leonard                                                                            |               |
| Primary Colors             | Elaine May | O romance Primary Colors, de Joe Klein                                                                               |               |
| A Simple Plan              | Scott Smith | O romance A Simple Plan, de Scott Smith                                                                              |               |
| The Thin Red Line          | Terrence Malick | O romance The Thin Red Line, de James Jones                                                                          |               |

### Década de 2000
| Ano                                                                                 | Filme | Roteirista(s) | Obra original |
| ----------------------------------------------------------------------------------- | --- | --- | ------------- |
| 2000                                                                                | | |               |
| The Cider House Rules                                                               | John Irving | O romance The Cider House Rules, de John Irving                                                                  |               |
| Election                                                                            | Alexander Payne Jim Taylor | O romance Election, de Tom Perrotta                                                                              |               |
| The Green Mile                                                                      | Frank Darabont | O romance [[À Espera de um Milagre (livro)\|The Green Mile, de Stephen King                                      |               |
| The Insider                                                                         | Michael Mann Eric Roth | O artigo "The Man Who Knew Too Much", de Marie Brenner                                                           |               |
| The Talented Mr. Ripley                                                             | Anthony Minghella | O romance The Talented Mr. Ripley, de Patricia Highsmith                                                         |               |
| 2001                                                                                | | |               |
| Traffic                                                                             | Stephen Gaghan | O roteiro para televisão Traffik, escrito por Simon Moore                                                        |               |
| Chocolat                                                                            | Robert Nelson Jacobs | O romance Chocolat, de Joanne Harris                                                                             |               |
| Wòhǔ Cánglóng 臥虎藏龍                                                              | Hui-Ling Wang James Schamus Kuo Jung Tsai | O romance Wòhǔ Cánglóng, de Wang Dulu                                                                            |               |
| O Brother, Where Art Thou?                                                          | Joel Coen Ethan Coen | O poema épico Odisseia, de Homero                                                                                |               |
| Wonder Boys                                                                         | Steve Kloves | O livro Wonder Boys, de Michael Chabon                                                                           |               |
| 2002                                                                                | | |               |
| A Beautiful Mind                                                                    | Akiva Goldsman | O livro A Beautiful Mind, de Sylvia Nasar                                                                        |               |
| Ghost World                                                                         | Daniel Clowes Terry Zwigoff | O quadrinho Ghost World, de Daniel Clowes                                                                        |               |
| In the Bedroom                                                                      | Rob Festinger Todd Field | O conto "Killings", de Andre Dubus                                                                               |               |
| The Lord of the Rings: The Fellowship of the Ring                                   | Philippa Boyens Peter Jackson Fran Walsh | O romance The Fellowship of the Ring, de J. R. R. Tolkien                                                        |               |
| Shrek                                                                               | Ted Elliott Terry Rossio Joe Stillman Roger S. H. Schulman                                                                                          | O livro ilustrado Shrek!, de William Steig                                                                       |               |
| 2003                                                                                | | |               |
| The Pianist                                                                         | Ronald Harwood | O livro Śmierć Miasta, de Władysław Szpilman                                                                     |               |
| About a Boy                                                                         | Peter Hedges Chris Weitz Paul Weitz | O romance About a Boy, de Nick Hornby                                                                            |               |
| Adaptation.                                                                         | Charlie Kaufman Donald Kaufman | O livro The Orchid Thief, de Susan Orlean                                                                        |               |
| Chicago                                                                             | Bill Condon | A peça musical Chicago, libreto de Bob Fosse e Fred Ebb                                                          |               |
| The Hours                                                                           | David Hare | O romance The Hours, de Michael Cunningham                                                                       |               |
| 2004                                                                                | | |               |
| The Lord of the Rings: The Return of the King                                       | Philippa Boyens Peter Jackson Fran Walsh | O romance The Return of the King, de J. R. R. Tolkien                                                            |               |
| American Splendor                                                                   | Shari Springer Robert Pulcini | A série de quadrinhos American Splendor, de Harvey Pekar A série de quadrinhos Our Cancer Year, de Joyce Brabner |               |
| Cidade de Deus                                                                      | Bráulio Mantovani | O romance Cidade de Deus, de Paulo Lins                                                                          |               |
| Mystic River                                                                        | Brian Helgeland | O romance Mystic River, de Dennis Lehane                                                                         |               |
| Seabiscuit                                                                          | Gary Ross | O livro Seabiscuit: An American Legend, de Laura Hillenbrand                                                     |               |
| 2005                                                                                | | |               |
| Sideways                                                                            | Alexander Payne Jim Taylor | O romance Sideways, de Rex Pickett                                                                               |               |
| Before Sunset                                                                       | Julie Delpy (roteiro) Ethan Hawke (roteiro) Kim Krizan (história) Richard Linklater (história/roteiro)                                              | Os personagens do filme Before Sunrise, escrito por Kim Krizan e Richard Linklater                               |               |
| Finding Neverland                                                                   | David Magee | A peça The Man Who Was Peter Pan, de Allan Knee                                                                  |               |
| Million Dollar Baby                                                                 | Paul Haggis | O livro Rope Burns: Stories from the Corner, de F. X. Toole                                                      |               |
| Diarios de motocicleta                                                              | José Rivera | O livro Con el Che por America Latina, de Alberto Granado O livro Diarios de Motocicleta, de Ernesto Guevara     |               |
| 2006                                                                                | | |               |
| Brokeback Mountain                                                                  | Larry McMurtry Diana Ossana | O conto "Brokeback Mountain", de Annie Proulx                                                                    |               |
| Capote                                                                              | Dan Futterman | O livro Capote, de Gerald Clarke                                                                                 |               |
| The Constant Gardener                                                               | Jeffrey Caine | O romance The Constant Gardener, de John le Carré                                                                |               |
| A History of Violence                                                               | Josh Olson | O quadrinho A History of Violence, de John Wagner e Vince Locke                                                  |               |
| Munich                                                                              | Tony Kushner Eric Roth | O livro Vengeance: The True Story of an Israeli Counter-Terrorist Team, de George Jonas                          |               |
| 2007                                                                                | | |               |
| The Departed                                                                        | William Monahan | O filme Mou gaan dou, escrito por Alan Mak e Felix Chong                                                         |               |
| Borat: Cultural Learnings of America for Make Benefit Glorious Nation of Kazakhstan | Sacha Baron Cohen (história/roteiro) Peter Baynham (história/roteiro) Anthony Hines (história/roteiro) Dan Mazer (roteiro) Todd Phillips (história) | O personagem Borat Sagdiyev, da série de televisão Da Ali G Show, criada por Sacha Baron Cohen                   |               |
| Children of Men                                                                     | David Arata Alfonso Cuarón Mark Fergus Hawk Ostby Timothy J. Sexton                                                                                 | O romance The Children of Men, de P. D. James                                                                    |               |
| Little Children                                                                     | Todd Field Tom Perrotta | O romance Little Children, de Tom Perrotta                                                                       |               |
| Notes on a Scandal                                                                  | Patrick Marber | O romance Notes on a Scandal, de Zoë Heller                                                                      |               |
| 2008                                                                                | | |               |
| No Country for Old Men                                                              | Joel Coen Ethan Coen | O romance No Country for Old Men, de Cormac McCarthy                                                             |               |
| Atonement                                                                           | Christopher Hampton | O romance Atonement, de Ian McEwan                                                                               |               |
| Away from Her                                                                       | Sarah Polley | O conto "The Bear Went Over the Mountain", de Alice Munro                                                        |               |
| Le Scaphandre et le Papillon                                                        | Ronald Harwood | O livro Le Scaphandre et le Papillon, de Jean-Dominique Bauby                                                    |               |
| There Will Be Blood                                                                 | Paul Thomas Anderson | O romance Oil!, de Upton Sinclair                                                                                |               |
| 2009                                                                                | | |               |
| Slumdog Millionaire                                                                 | Simon Beaufoy | O romance Q & A, de Vikas Swarup                                                                                 |               |
| The Curious Case of Benjamin Button                                                 | Eric Roth (história/roteiro) Robin Swicord (história)                                                                                               | O conto "The Curious Case of Benjamin Button", de F. Scott Fitzgerald                                            |               |
| Doubt                                                                               | John Patrick Shanley | A peça Doubt: A Parable, de John Patrick Shanley                                                                 |               |
| Frost/Nixon                                                                         | Peter Morgan | A peça Frost/Nixon, de Peter Morgan                                                                              |               |
| The Reader                                                                          | David Hare | O romance The Reader, de Bernhard Schlink                                                                        |               |

### Década de 2010
| Ano                                             | Filme                                                                                             | Roteirista(s) | Obra original |
| ----------------------------------------------- | ------------------------------------------------------------------------------------------------- | --- | ------------- |
| 2010                                            |                                                                                                   | |               |
| Precious: Based on the Novel "Push" by Sapphire | Geoffrey S. Fletcher                                                                              | O romance Push, de Sapphire |               |
| District 9                                      | Neill Blomkamp Terri Tatchell                                                                     | O curta Alive in Joburg, escrito por Neill Blomkamp |               |
| An Education                                    | Nick Hornby                                                                                       | O livro An Education, de Lynn Barber |               |
| In the Loop                                     | Jesse Armstrong Simon Blackwell Armando Iannucci Tony Roche                                       | O personagem Malcolm Tucker, da série de televisão The Thick of It, criada por Armando Iannucci |               |
| Up in the Air                                   | Jason Reitman Sheldon Turner                                                                      | O romance Up in the Air, de Walter Kim |               |
| 2011                                            |                                                                                                   | |               |
| The Social Network                              | Aaron Sorkin                                                                                      | O livro The Accidental Billionaires: The Founding of Facebook, A Tale of Sex, Money, Genius, and Betrayal, de Ben Mezrich |               |
| 127 Hours                                       | Danny Boyle Simon Beaufoy                                                                         | O livro Between a Rock and a Hard Place, de Aron Ralston |               |
| Toy Story 3                                     | Michael Arndt (roteiro) John Lasseter (história) Andrew Stanton (história) Lee Unkrich (história) | Os personagens do filme Toy Story, escrito por Joel Cohen, Pete Docter, John Lasseter, Joe Ranft, Alec Sokolow, Andrew Stanton e Joss Whedon Os personagens do filme Toy Story 2, escrito por Ash Brannon, Doug Chamberlin, Pete Docter, Rita Hsiao, John Lasseter, Andrew Stanton e Chris Webb |               |
| True Grit                                       | Joel Coen Ethan Coen                                                                              | O romance True Grit, de Charles Portis |               |
| Winter's Bone                                   | Debra Granik Anne Rosellini                                                                       | O romance Winter Bone's, de Daniel Woodrell |               |
| 2012                                            |                                                                                                   | |               |
| The Descendants                                 | Nat Faxon Alexander Payne Jim Rash                                                                | O romance The Descendants, de Kaui Hart Hemmings |               |
| Hugo                                            | John Logan                                                                                        | O livro The Invention of Hugo Cabret, de Brian Selznick |               |
| The Ides of March                               | George Clooney Grant Heslov Beau Willimon                                                         | A peça Farragut North, de Beau Willimon |               |
| Moneyball                                       | Stan Chervin (história) Aaron Sorkin (roteiro) Steven Zaillian (roteiro)                          | O livro Moneyball: The Art of Winning an Unfair Game, de Michael Lewis |               |
| Tinker Tailor Soldier Spy                       | Bridget O'Connor (indicação póstuma) Peter Straughan                                              | O romance Tinker, Tailor, Soldier, Spy, de John le Carré |               |
| 2013                                            |                                                                                                   | |               |
| Argo                                            | Chris Terrio                                                                                      | O livro The Master of Disguise: My Secret Life in the CIA, de Antonio J. Mendez O artigo "The Great Escape", de Joshuah Bearman |               |
| Beasts of the Southern Wild                     | Lucy Alibar Benh Zeitlin                                                                          | A peça Juicy and Delicious, de Lucy Alibar |               |
| Life of Pi                                      | David Magee                                                                                       | O romance Life of Pi, de Yann Martel |               |
| Lincoln                                         | Tony Kushner                                                                                      | O livro Team of Rivals: The Political Genius of Abraham Lincoln, de Doris Kearns Goodwin |               |
| Silver Linings Playbook                         | David O. Russell                                                                                  | O romance The Silver Linings Playbook, de Matthew Quick |               |
| 2014                                            |                                                                                                   | |               |
| 12 Years a Slave                                | John Ridley                                                                                       | As memórias Twelve Years a Slave, de Solomon Northup |               |
| Before Midnight                                 | Julie Delpy Ethan Hawke Richard Linklater                                                         | Os personagens do filme Before Sunrise, escrito por Kim Krizan e Richard Linklater Os personagens do filme Before Sunset, escrito por Julie Delpy, Ethan Hawke, Kim Krizan e Richard Linklater                                                                                                  |               |
| Captain Phillips                                | Billy Ray                                                                                         | O livro A Captain's Duty: Somali Pirates, Navy SEALs, and Dangerous Days at Sea, de Richard Phillips e Stephan Talty |               |
| Philomena                                       | Steve Coogan Jeff Pope                                                                            | O livro The Lost Child of Philomena Lee, de Martin Sixsmith |               |
| The Wolf of Wall Street                         | Terence Winter                                                                                    | As memórias The Wolf of Wall Street, de Jordan Belfort |               |
| 2015                                            |                                                                                                   | |               |
| The Imitation Game                              | Graham Moore                                                                                      | O livro Alan Turing: The Enigma, de Andrew Hodges |               |
| American Sniper                                 | Jason Hall                                                                                        | A autobiografia American Sniper: The Autobiography of the Most Lethal Sniper in U.S. Military History, de Chris Kyle, Scott McEwan e Jim DeFelice |               |
| Inherent Vice                                   | Paul Thomas Anderson                                                                              | O romance Inherent Vice, de Thomas Pynchon |               |
| The Theory of Everything                        | Anthony McCarten                                                                                  | O livro Travelling to Infinity: My Life with Stephen Hawking, de Jane Wilde Hawking |               |
| Whiplash                                        | Damien Chazelle                                                                                   | O curta Whiplash, escrito por Damien Chazelle |               |
| 2016                                            |                                                                                                   | |               |
| The Big Short                                   | Adam McKay e Charles Randolph                                                                     | O livro The Big Short: Inside the Doomsday Machine, de Michael Lewis |               |
| Brooklyn                                        | Nick Hornby                                                                                       | O romance Brooklyn, de Colm Tóibín |               |
| Carol                                           | Phyllis Nagy                                                                                      | O romance The Price of Salt, de Patricia Highsmith |               |
| The Martian                                     | Drew Goddard                                                                                      | O romance The Martian, de Andy Weir |               |
| Room                                            | Emma Donoghue                                                                                     | O romance Room, de Emma Donoghue |               |
| 2017                                            |                                                                                                   | |               |
| Moonlight                                       | Barry Jenkins (roteiro) e Tarell Alvin McCraney (história)                                        | A peça In Moonlight Black Boys Look Blue, de Tarell Alvin McCraney |               |
| Arrival                                         | Eric Heisserer                                                                                    | O conto "Story of Your Life", de Ted Chiang |               |
| Fences                                          | August Wilson (indicação póstuma)                                                                 | A peça Fences, de August Wilson |               |
| Hidden Figures                                  | Theodore Melfi e Allison Schroeder                                                                | O livro Hidden Figures: The Story of the African-American Women Who Helped Win the Space Race, de Margot Lee Shetterly |               |
| Lion                                            | Luke Davies                                                                                       | As memórias A Long Way Home, de Saroo Brierley e Larry Buttrose |               |
| 2018                                            |                                                                                                   | |               |
| Call Me by Your Name                            | James Ivory                                                                                       | O livro Call Me by Your Name, de André Aciman |               |
| Molly's Game                                    | Aaron Sorkin                                                                                      | O livro Molly's Game de Molly Bloom |               |
| Mudbound                                        | Dee Rees e Virgil Williams                                                                        | O livro Mudbound, de Hillary Jordan |               |
| Logan                                           | Michael Green, James Mangold e Scott Frank                                                        | A história em quadrinhos Old Man Logan, de Mark Millar e Steve McNiven |               |
| The Disaster Artist                             | Michael H. Weber e Scott Neustadter                                                               | O livro The Disaster Artist, de Greg Sestero e Tom Bissell |               |
| 2019                                            |                                                                                                   | |               |
| BlacKkKlansman                                  | Spike Lee, David Rabinowitz, Charlie Wachtel e Kevin Willmott                                     | O livro Black Klansman, de Ron Stallworth |               |
| A Star Is Born                                  | Eric Roth, Bradley Cooper e Will Fetters                                                          | Os filmes homônimos de 1937, 1954 e 1976 |               |
| Can You Ever Forgive Me?                        | Nicole Holofcener e Jeff Whitty                                                                   | Na autobiografia Can You Ever Forgive Me?: Memoirs of a Literary Forger, de Lee Israel |               |
| If Beale Street Could Talk                      | Barry Jenkins                                                                                     | O romance If Beale Street Could Talk, de James Baldwin |               |
| The Ballad of Buster Scruggs                    | Joel e Ethan Coen                                                                                 | Nas obras All Gold Canyon, de Jack London e The Gal Who Got Rattled, de Stewart Edward White |               |

### Década de 2020
| Ano                               | Filme | Roteirista(s) | Obra original |
| --------------------------------- | --- | --- | ------------- |
| 2020                              | | |               |
| Jojo Rabbit                       | Taika Waititi | O livro Caging Skies, de Christine Leunens                                                                        |               |
| The Irishman                      | Steven Zaillian | O livro I Heard You Paint Houses, de Charles Brandt                                                               |               |
| Joker                             | Todd Phillips e Scott Silver | Personagens criados por Jerry Robinson, Bill Finger e Bob Kane                                                    |               |
| Little Women                      | Greta Gerwig | O livro Little Women, de Louisa May Alcott                                                                        |               |
| The Two Popes                     | Anthony McCarten | O livro The Pope, de Anthony McCarten                                                                             |               |
| 2021                              | | |               |
| The Father                        | Christopher Hampton e Florian Zeller | A peça Le Père, de Florian Zeller                                                                                 |               |
| Borat Subsequent Moviefilm        | Sacha Baron Cohen, Anthony Hines, Dan Swimer, Peter Baynham, Erica Rivinoja, Dan Mazer, Jena Friedman e Lee Kern                                                      | O personagem Borat, criado e interpretado por Sacha Baron Cohen                                                   |               |
| Nomadland                         | Chloé Zhao | O livro Nomadland: Surviving America in the Twenty-First Century, de Jessica Bruder                               |               |
| One Night in Miami...             | Kemp Powers | A peça One Night in Miami, de Kemp Powers                                                                         |               |
| The White Tiger                   | Ramin Bahrani | O livro The White Tiger, de Aravind Adiga                                                                         |               |
| 2022                              | | |               |
| CODA                              | Sian Heder | O filme francês La Famille Bélier, de Victoria Bedos, Stanislas Carré de Malberg, Thomas Bidegain e Éric Lartigau |               |
| Dune                              | Denis Villeneuve, Eric Roth e Jon Spaihts | O romance Dune, de Frank Herbert                                                                                  |               |
| The Lost Daughter                 | Maggie Gyllenhaal | O romance La Figlia Oscura, de Elena Ferrante                                                                     |               |
| The Power of the Dog              | Jane Campion | O romance The Power of the Dog, de Thomas Savage                                                                  |               |
| Doraibu mai kā                    | Ryūsuke Hamaguchi e Takamasa Oe | O conto Drive My Car, de Haruki Murakami                                                                          |               |
| 2023                              | | |               |
| Women Talking                     | Sarah Polley | O romance Women Talking de Miriam Toews                                                                           |               |
| All Quiet on the Western Front    | Edward Berger, Lesley Paterson e Ian Stokell | O romance Im Westen nichts Neues de Erich Maria Remarque                                                          |               |
| Glass Onion: A Knives Out Mystery | Rian Johnson | O personagem Benoit Blanc (Daniel Craig) do filme Knives Out de Johnson                                           |               |
| Living                            | Kazuo Ishiguro | O filme japonês de 1952 Ikiru de Akira Kurosawa, Shinobu Hashimoto e Haruo Tanaka                                 |               |
| Top Gun: Maverick                 | Ehren Kruger (roteiro) Eric Warren Singer (roteiro) Christopher McQuarrie (roteiro) Peter Craig (história) Justin Marks (história)                                    | Os personagens do filme Top Gun de Jim Cash e Jack Epps Jr                                                        |               |
| 2024                              | | |               |
| American Fiction                  | Cord Jefferson | O romance Erasure de Percival Everett                                                                             |               |
| Barbie                            | Greta Gerwig e Noah Baumbach | Os personagens criados por Ruth Handler                                                                           |               |
| Oppenheimer                       | Christopher Nolan | O livro biográfico American Prometheus de Kai Bird e Martin Jay Sherwin                                           |               |
| Poor Things                       | Tony McNamara | O romance homônimo de Alasdair Gray                                                                               |               |
| The Zone of Interest              | Jonathan Glazer | O romance homônimo de Martin Amis                                                                                 |               |
| 2025                              | | |               |
| Conclave                          | Peter Straughan | O romance homônimo de Robert Harris                                                                               |               |
| A Complete Unknown                | James Mangold e Jay Cocks | O livro Dylan Goes Electric! de Elijah Wald                                                                       |               |
| Emilia Pérez                      | Jacques Audiard, em colaboração com Thomas Bidegain, Léa Mysius e Nicolas Livecchi                                                                                    | O libreto de ópera Emilia Pérez de Jacques Audiard e no romance Écoute de Boris Razon                             |               |
| Nickel Boys                       | RaMell Ross e Joslyn Barnes | O romance The Nickel Boys de Colson Whitehead                                                                     |               |
| Sing Sing                         | Greg Kwedar (roteiro) e Clint Bentley (roteiro); Greg Kwedar (história), Clint Bentley (história), Clarence Maclin (história), e John "Divine G" Whitfield (história) | O livro The Sing Sing Follies de John H. Richardson e a peça Breakin' the Mummy's Code by Brent Buell             |               |